# Isolepis reticularis
Isolepis reticularis là loài thực vật có hoa trong họ Cói. Loài này được Colenso mô tả khoa học đầu tiên năm 1885 publ. 1886.